# Paternosterkast

animatie van het werkingsmechanisme

Een paternosterkast is een kast waarvan de schappen zich in een rondlopende ketting bevinden, volgens hetzelfde principe als een paternosterlift. In tegenstelling tot een paternosterlift draait het mechaniek in een paternosterkast echter niet permanent, maar alleen op commando. Bovendien kan het meestal in beide richtingen bewegen. 
De paternosterkast bestaat uit een aantal draaibare schappen, voorzien van tussenschotten. De kast kan zeer hoog zijn, en zich uitstrekken tot een andere etage (kelder of bovenverdieping). Op enig moment is er maar één schap van het systeem toegankelijk. Na het intoetsen van een nummer wordt het schap met het gewenste dossier of de juiste onderdelen liggen gedraaid naar de toegankelijke positie. Vaak kan de paternosterkast ook handmatig met een zwengel worden bediend, voor als het zoeksysteem defect raakt. De spullen zijn dan ook handmatig uit de kast te halen.
Vanwege het evenwicht moet ervoor gezorgd worden dat de schappen die zich tegenover elkaar bevinden ongeveer even zwaar beladen zijn. 
Paternosterkasten werden vooral gebruikt bij grote bedrijven en overheidsinstellingen die veel papieren dossiers hadden. Door de automatisering zijn de dossier-paternosterkasten de laatste jaren bij veel bedrijven verdwenen, omdat de fysieke dossiers hebben plaatsgemaakt voor elektronische dossiers. Dat geldt niet voor paternosterkasten die technische onderdelen bevatten. 

## Archief
Voor papieren archieven waarbij een groot aantal documenten op een klein vloeroppervlak opgeborgen moeten worden en snel toegankelijk moeten zijn is een paternosterkast een mogelijke oplossing. Het wordt vooral gebruikt als het archief zich minder leent voor opslag in ordners of archiefdozen, bijvoorbeeld omdat het losbladige dossierkaarten zijn en/of als het regelmatig wordt gebruikt.

## Onderdelen
Grote paternosterkasten worden nog wel toegepast in de techniek, bijvoorbeeld voor het opslaan van (reserve) onderdelen, klein verbruiksmateriaal of gereedschappen in een onderhoudswerkplaats. Als er een groot aantal verschillende onderdelen (elk in een betrekkelijk klein aantal) snel voorhanden moet zijn kan het gebruik van een dergelijk systeem nut hebben. Via een ingebouwd besturingssysteem kan het juiste onderdeel snel gevonden worden: via een computerscherm of een systeem met streepjescodes wordt de plank met daarop de juiste onderdelen naar de opening gedraaid en kan het gewenste artikel worden gepakt (of bijgevuld).

## Orderpicking
Voor leveranciers of gebruikers van een groot aantal verschillende producten van vrij kleine omvang (maten) en/of elk met een relatief klein aantal op voorraad die snel en betrouwbaar toegankelijk moeten zijn kan een volledig geautomatiseerd paternosterkastsysteem een mogelijkheid zijn. Een voorbeeld is de centrale apotheek van een ziekenhuis.